# Lleonci (patró de causes)
Lleonci (en llatí Leontius, en grec Λεόντιος) fou un jurista romà d'Orient assenyalat com un patronus causarum (advocat defensor) en el tribunal del prefecte del pretori de Constantinoble.
Va ser un dels setze membres de la comissió nomenada per Justinià I per compilar el Digest, sota la presidència de Tribonià.